# 아즈마촌 (이바라키현 니하리군)
아즈마촌(東村)은 이바라키현 시다군·니하리군에 일찍이 존재했던 촌이다. 현재의 쓰치우라시 남부에 위치한다.

## 지리
니하리군의 남단에 위치하며, 이나시키군 및 쓰쿠바군과 접해 있다. 약간 가스가우라에 접해 있다. 산림이 있고 경작지도 많지만 대체로 평탄하다.

## 역사
- 1889년 4월 1일 - 정촌제 시행에 의해 9촌이 합병해 시다군 아즈마촌이 성립하였다.
- 1896년 4월 1일 - 시다군은 소멸을 기하여 군촌 재편에 의해 니하리군 아즈마촌이 되었다.
- 1939년 6월 1일 - 니하리군 도다정에 편입해, 폐촌되었다.

## 출신인물
- 나카무라 카즈이치로 - 오아자 나카촌 니시네. 메이지 15년 1월생. 현립 쓰치우라 중학교 졸업 후 교육계에 진출하여 히가시 소학교, 오이와다 소학교 교장을 역임했다. 이후 촌의원을 거쳐 쇼와 7년 3월부터 촌장을 역임했다.
- 이이다 요시이치 - 아즈마촌 출신. 메이지 15년 1월생. 동양대학 졸업, 리츠쿄대학교수. 저서 '사색・체험・실천' 등 다수.